# Max Brückner (Landrat)
Johann Franz Max Brückner (* 23. Oktober 1855 in Calbe an der Saale; † 6. Juli 1940 in Wiesbaden) war ein preußischer Verwaltungsbeamter und Landrat.

## Leben
Brückner begann 1883 als Regierungsreferendar in Wiesbaden und war 1888 Regierungsassessor in Koblenz sowie ab 1890 in Posen. Seit 1892 amtierte er als Landrat im Kreis Marienwerder in der Provinz Westpreußen. Anschließend wirkte er von 1906 bis 1921 als Regierungsrat in Koblenz.